# Hirschberghaus
Das Hirschberghaus ist eine private Schutzhütte in den Tegernseer Bergen, einer Untergruppe des Mangfallgebirges. Die Hütte ist von Kreuth, Ortsteil Scharling in ca. 2 Stunden und 30 Minuten zu erreichen. Nahegelegenes Gipfelziel ist der Hirschberg, der in ca. 30 Minuten von der Hütte aus zu erreichen ist.